# ويليام ديفيز (سياسي ويلزي)
ويليام ديفيز (بالإنجليزية: William Davies)‏ هو محامي وسياسي بريطاني (وحمل سابقاً جنسية المملكة المتحدة لبريطانيا العظمى وأيرلندا)، ولد في 23 أغسطس 1821 في المملكة المتحدة، وتوفي بنفس المكان في 23 نوفمبر 1895. حزبياً، نشط في الحزب الليبرالي. في الانتخابات العمومية البريطانية 1880 ‏، انتخب عضو برلمان المملكة المتحدة الـ22 عن دائرة Pembrokeshire (UK Parliament constituency) ‏ (31 مارس 1880 – 18 نوفمبر 1885) وفي الانتخابات العمومية البريطانية 1885 ‏، انتخب عضو برلمان المملكة المتحدة الـ23 عن دائرة Pembrokeshire (UK Parliament constituency) ‏ (24 نوفمبر 1885 – 26 يونيو 1886) وفي الانتخابات العمومية البريطانية 1886 ‏، انتخب عضو برلمان المملكة المتحدة الـ24 عن دائرة Pembrokeshire (UK Parliament constituency) ‏ (1 يوليو 1886 – 28 يونيو 1892).